# Moroccan Most Active Shares Index

Logo de la BVC

Le MADEX (Moroccan Most Active Shares Index) était un indice boursier composé des 62 valeurs les plus actives sur la place de Casablanca. Il a été remplacé en avril 2021, par le MSI 20

## Historique
L'IGB (indice général de la bourse) est créé en 1986.
En 2002, les indices MASI, MADEX, leurs sous-jacents et les indices sectoriels sont créés, et en 2004, l'IGB intègre la capitalisation flottante dans le calcul des indices.
En avril 2021, l'indice est remplacé par le MSI 20.

## Les 62 valeurs du MADEX
Le MADEX contient les valeurs les plus actives de la cote de Casablanca. Il s'agit entre autres de :
- Accor-Risma
- Addoha Douja Promotion
- Afriquia
- Alliances Développement Immobilier
- Atlanta Assurance
- Attijariwafa bank
- Banque populaire du Maroc
- BMCE Bank
- BMCI
- Cartier Saâda
- Crédit du Maroc
- Compagnie générale immobilière (CGI)
- Crédit immobilier et hôtelier (CIH)
- Ciments du Maroc
- Colorado
- Compagnie minière de Touissit
- Compagnie de transports au Maroc (CTM)
- Cosumar
- Dari Couspate
- Delattre Levivier Maroc
- Delta Holding
- Diac Salaf
- Distrisoft
- Fenié Brossette
- Holcim Maroc
- Hightech Payment Systems (HPS)
- IB Maroc.com
- Involys
- Label'Vie
- Lafarge Maroc
- Lesieur Cristal
- Lydec
- M2M Group
- Managem
- Maroc Telecom
- Matel PC Market
- Marocaine Vie
- Mediaco
- Microdata
- Holdco MOUSSAOUI
- Nexans Maroc
- Promopharm
- SM Imiter
- Salafin
- La Samir
- Société nationale d'électrolyse et de pétrochimie (SNEP)
- Société nationale d'investissement (SNI)
- Sonasid
- Société de réalisations mécaniques (SRM)
- Stokvis Nord Afrique
- Timar
- Wafa Assurance

## Méthode de calcul
Son calcul consiste à mesurer l’évolution boursière d’une sélection de titres les plus liquides du marché.